# Ejn ha-Mifrac
Ejn ha-Mifrac (hebrejsky עֵין הַמִּפְרָץ, doslova „Pramen zálivu“, v oficiálním přepisu do angličtiny En HaMifraz, přepisováno též Ein HaMifratz) je vesnice typu kibuc v Izraeli, v Severním distriktu, v Oblastní radě Mate Ašer.

## Geografie
Leží v nadmořské výšce 4 metry v intenzivně zemědělsky využívané a hustě osídlené Izraelské pobřežní planině, nedaleko západních okrajů svahů Horní Galileji, cca 1 kilometr od břehů Středozemního moře (Haifský záliv) a 20 kilometrů od libanonských hranic. Podél východní a severní strany obce směřuje k moři tok Nachal Na'aman, do kterého tu od východu ústí vádí Nachal Chilazon a od severu Nachal Ako.
Obec se nachází 3 kilometry jihovýchodně od města Akko, cca 96 kilometrů severoseverovýchodně od centra Tel Avivu a cca 14 kilometrů severovýchodně od centra Haify. Ejn ha-Mifrac obývají Židé, přičemž osídlení v tomto regionu je převážně židovské. Oblasti centrální Galileji, které obývají izraelští Arabové, začínají až dále k východu. Nedaleké město Akko ale má částečně arabskou populací.
Ejn ha-Mifrac je na dopravní síť napojen pomocí severojižní tepny dálnice číslo 4. Prochází tudy i pobřežní železniční trať z Haify do města Naharija. Ta zde ale nemá zastávku (nejbližší je v Akku). Z této tratě zde k východu odbočuje i nová železniční trať Akko–Karmiel, zprovozněná roku 2017.

## Dějiny
Ejn ha-Mifrac byl založen v roce 1938. Šlo o opevněnou osadu typu Hradba a věž. Zakladateli kibucu byla skupina členů židovské organizace ha-Šomer ha-ca'ir z Polska (Halič). Zpočátku jejich skupina sídlila v čtvrti Bat Galim v Haifě, roku 1938 se přesunula sem. Před rokem 1948 byla osada jedním z center jednotek Palmach.
Před rokem 1949 měl Ejn ha-Mifrac 347 obyvatel a rozlohu katastrálního území 1 135 dunamů (1,135 kilometrů čtverečních).
Kibuc prošel roku 2004 privatizací a kolektivní hospodaření bylo nahrazeno individuální výplatou mezd podle odvedené práce. Ekonomika kibucu je založena na zemědělství (včetně umělého chovu ryb) a průmyslu. Východně od vesnice se rozkládá průmyslová zóna. V Ejn ha-Mifrac funguje zařízení předškolní péče. Základní škola je ve vesnici Kabri.

## Demografie
Obyvatelstvo kibucu Ejn ha-Mifrac je sekulární. Podle údajů z roku 2014 tvořili naprostou většinu obyvatel v Ejn ha-Mifrac Židé (včetně statistické kategorie "ostatní", která zahrnuje nearabské obyvatele židovského původu ale bez formální příslušnosti k židovskému náboženství).
Jde o menší sídlo vesnického typu s dlouhodobě stagnující populací, která ovšem po roce 2010 výrazně narůstá. K 31. prosinci 2014 zde žilo 1194 lidí. Během roku 2014 populace stoupla o 0,5 %.
| Rok            | 1948 | 1961 | 1972 | 1983 | 1995 | 2001 | 2003 | 2004 | 2005 | 2006 | 2007 | 2008 | 2009 | 2010 | 2011 | 2012 | 2013 | 2014 |
| -------------- | ---- | ---- | ---- | ---- | ---- | ---- | ---- | ---- | ---- | ---- | ---- | ---- | ---- | ---- | ---- | ---- | ---- | ---- |
| Počet obyvatel | 387  | 687  | 609  | 741  | 764  | 683  | 673  | 670  | 666  | 669  | 690  | 703  | 1131 | 1144 | 1152 | 1169 | 1188 | 1194 |